# Specifieke rotatie
De specifieke rotatie is een stofeigenschap van een chemische verbinding die een asymmetrisch koolstofatoom bezit.

Deze stofeigenschap, [α]D, is gedefinieerd als de hoek α waarover het polarisatievlak van het gepolariseerd licht gedraaid wordt, wanneer er licht, met een golflengte van 589 nanometer, door een oplossing, van 1 gram per milliliter, van deze stof, over een afstand van 0,1 meter, valt. Omdat de specifieke rotatie ook afhankelijk is van de temperatuur, moet aangegeven worden bij welke temperatuur de specifieke rotatie is bepaald, normaal
is dat 25 °C. Ook moet het oplosmiddel aangegeven worden, maar ingeval water het oplosmiddel is wordt dit meestal weggelaten.

De eenheid van de specifieke rotatie [α]D is °.cm3 / dm . g, maar meestal wordt alleen de graad geschreven. Een negatieve waarde van [α]D betekent een linksdraaiende rotatie en een positieve waarde rechtsdraaiende rotatie.
Een paar voorbeelden zijn
- Sacharose +66.47°
- Cholesterol −31.5°
- Kamfer +44.26°
- Penicilline V +223°
- Taxol −49°

De draaiing van het polarisatie vlak wordt gemeten met een polarimeter. De draaiing is rechtevenredig met de concentratie van de opgeloste stof:
{\displaystyle [\alpha ]_{\lambda }^{T}={\frac {\alpha }{l\times c}}}
waarbij l de afstand is die het licht door de oplossing aflegt, c de concentratie, dit alles bij de geven temperatuur T en de golflengte λ. Indien gemeten wordt aan een zuivere vloeistof, dan wordt de dichtheid van de vloeistof gebruikt in plaats van de concentratie.

Indien de stof een zeer grote specifieke rotatie heeft, of als de oplossing erg geconcentreerd is, dan kan de werkelijke rotatie groter zijn dan 180°. Dit betekent dat, in geval van één enkele meting met de polarimeter, deze draaiing niet wordt waargenomen, eveneens draaiingen van 270°, 90°, 360°, 361° en 1°. In deze gevallen zal men de draaiing bij verschillende concentraties moeten meten, om de specifieke rotatie te kunnen vaststellen.

Door middel van het meten van de draaiing van het polarisatievlak is men in staat de optische zuiverheid van een mengsel van enantiomeren te bepalen. Als bijvoorbeeld van kamfer, onder standaard condities, een draaiing van 9,2° wordt gemeten, betekent dit dat 100%*(9,2°/44,26)=21% van het mengsel bestaat uit rechtsdraaiend kamfer. De rest bestaat uit een racemisch mengsel van de enantiomeren, 39,5% L en 39,5% D, die geen bijdrage hebben aan de draaiing van het polarisatievlak.
Er is dus een overmaat van 21% D-kamfer, en de totale hoeveelheid D-kamfer in het mengsel van 60,5%.